# William Griffiths (hokej na travi)
William Salterlee Griffiths (26. lipnja 1922.) je bivši britanski hokejaš na travi iz Walesa.
Osvojio je srebrno odličje igrajući za Uj. Kraljevstvo na hokejaškom turniru na Olimpijskim igrama 1948. u Londonu. Odigrao je svih pet susretâ na mjestu napadača. Te godine je igrao za Newport Athletic Hockey Club .
Bio je predsjednikom hokejaškog kluba Abergavenny od 1967. do 2007.
Počeo je igrati hokej s 14 godina. Predstavljao je Veliku Britaniju u 8 susreta. Igrao je u susretima protiv Švicarske, SAD-a, Pakistana, Indije, dvaput protiv Nizozemske, Francuske i Afganistana. 32 puta je igrao za Wales.
Dok je studirao na sveučilištu u Cambridgeu je dobio hokejašku nagradu. U Drugom svjetkom ratu se pridružio Kraljevskom ratnom zrakoplovstvu, a vojne vlasti su ga poslale u Južnu AFriku gdje je nastavio igrati hokej i postao je instruktorom.
Po povratku u Wales i na sveučilište u Cardiffu da bi završio svoj studij medicine, Griffiths je igrao hokej za Newport Athletic te se pridružio Abergavennyju 1950. godine.
Do tada je nakupio 10 nastupa za Wales, od čega je prvi bio 1947. protiv Irske. Ukupno je odigrao 32 susreta za Wales, a međunarodnu karijeru je okončao 1956. kad je bio u Amsterdamu, na utakmici protiv Nizozemske. Dva od tih 32 međunarodna susreta je igrao na igralištima Abergavenny Cricket Cluba, protiv Engleske 1949. i Irske 1954. godine.
Bio je igračem koji je mislio unaprijed. Na OI 1948. su svi sastavi osim Indije igrali s engleskim širokoglavim palicama. Indija je rabila kratke obloglave palice slične onima koje danas koristimo. Griffiths je nastojao uvjeriti suigrače da su indijske palice jedini put za naprjedovati, ali je sve bilo uzaludno. Engleske palice se još koristilo na OI 1952.
Griffithova specijalnost je bio zahvat kojeg je bilo lako izvesti indijskom palicom, a skoro nemogućim s engleskom palicom.
Bivši predsjednik velškog hokejaškog saveza Alan Carter je rekao o svom prvom iskustvu s Griffithovim klubom Abergavennyjem, dok je još bio student 1951., kad je Abergavennyjeva reputacija bila da je jednim od najboljih klubova u Walesu, da su vratari stajali na vratima strepeći pred Griffithom kad bi on izvodio kazneni udarac iz kuta, pri čemu je rekao da je Griffith jednim od 6 najboljih igrača koji su se ikad pojavili u velškom i britanskom hokeju.